# 圣博尼法西乌
圣博尼法西乌是巴西圣卡塔琳娜州的一个市镇。总面积452平方公里，总人口3103人，人口密度6.9人/平方公里。